# Wojciech
Wojciech [ˈvɔjtɕɛx] ist ein polnischer männlicher Vorname.

## Herkunft und Bedeutung
Es handelt sich um einen slawischen Vornamen. „Woj“ steht für „Krieg“ (polnisch „wojna“) oder „Krieger“ (polnisch „wojownik“) und „Ciech“ steht für „Freude“ (polnisch „cieszyć się“ freuen, froh sein). Der Name hat seinen Ursprung in Böhmen. Ins Deutsche wird der Name traditionell mit Adalbert oder Albert übertragen.

## Namenstag
Der Namenstag ist der 23. April, der katholische Gedenktag des heiligen Adalbert von Prag, der slawisch ursprünglich Vojtěch hieß.

## Namensträger

### Vorname
- Wojciech Bogusławski (1757–1829), polnischer Schauspieler, Opernsänger, Schriftsteller, Übersetzer, Theaterregisseur
- Wojciech Dziembowski (1940–2025), polnischer Astronom und Autor
- Wojciech Fibak (* 1952), polnischer Tennisspieler
- Wojciech Fortuna (* 1952), polnischer Skispringer und Olympiasieger
- Wojciech Gerson (1831–1901), polnischer Maler und Kunstprofessor
- Wojciech Has (1925–2000), polnischer Filmregisseur
- Wojciech Jaruzelski (1923–2014), polnischer Politiker und Militär
- Wojciech Kilar (1932–2013), polnischer Komponist
- Wojciech Korfanty (1873–1939), Journalist, MdR und polnischer Ministerpräsident
- Wojciech Kossak (1857–1942), polnischer Panorama-, Schlachten- und Porträtmaler
- Wojciech Kozub (* 1976), polnischer Biathlet
- Wojciech Kuczok (* 1972), polnischer Schriftsteller und Filmkritiker
- Wojciech Kurtyka (* 1947), polnischer Bergsteiger
- Wojciech Marczewski (* 1944), polnischer Filmregisseur
- Wojciech Pałeszniak (* 1986), polnischer Volleyballtrainer
- Wojciech Pszoniak (1942–2020), polnischer Schauspieler
- Wojciech Reszko (* 1956), polnischer Judoka
- Wojciech Rychlewicz (1903–1964), polnischer Diplomat
- Wojciech Saługa (* 1969), polnischer Politiker
- Wojciech Skupień (* 1976), polnischer Skispringer
- Wojciech Sroczyński (* 1989), polnischer Poolbillardspieler
- Wojciech Stachowiak (* 1999), deutsch-polnischer Eishockeyspieler
- Wojciech Świętosławski (1881–1968), polnischer Biophysiker
- Wojciech Szczęsny (* 1990), polnischer Fußballtorhüter
- Wojciech Szewczyk (* 1994), polnischer Poolbillardspieler
- Wojciech Trajdos (* 1981), polnischer Poolbillardspieler
- Wojciech Wierzejski (* 1976), polnischer Politiker, MdEP
- Wojciech Wilk (* 1972), polnischer Politiker

### Familienname
- Christopher Wojciech (1966–1997), polnischer Würdenträger
- Valentin Wojciech (1868–1940), deutscher katholischer Geistlicher und Weihbischof in Breslau

## Varianten
- Wojtek, Wojtuś, Wojteczek, Wojti, Wojaczek
- tschechisch Vojtěch
- slowakisch Vojtech
- deutsch Woyzeck, Wozzeck, Adalbert (übliche Gleichsetzung und Namensübersetzung, etymologisch aber nicht verwandt)